# Alex Rollo
Alexander „Alex“ Rollo (* 18. September 1926 in Dumbarton, Schottland; † 5. Oktober 2004 in Whitehaven, England) war ein schottischer Fußballspieler und -trainer.

## Karriere
Alex Rollo wurde 1926 in Dumbarton, an der Westküste von Schottland geboren. Seine Karriere als Fußballspieler begann er in den 1940er Jahren beim FC Ashfield, einem Verein aus dem Glasgower Stadtbezirk Possilpark, in dem er aufwuchs. Im Oktober 1948 unterzeichnete er einen Vertrag bei Celtic Glasgow. Der als Verteidiger eingesetzte Rollo debütierte drei Jahre später im Januar 1951 im Ligaspiel gegen den FC Motherwell in der ersten Mannschaft von Celtic. Rollo stand mit Celtic 1951 im schottischen Pokalfinale und 1953 im Finale des Coronation Cup. Beide Endspiele wurden dabei mit Rollo in der Startelf gewonnen. Rollo spielte für Celtic bis 1954 in 59 Pflichtspielen (37 Ligaspiele) und erzielte einen Treffer. Im Jahr 1954 wechselte er zum FC Kilmarnock, bei dem er für zwei Spielzeiten unter Vertrag stand. Danach folgte ein Wechsel in seine Geburtsstadt zum Zweitligisten FC Dumbarton, bei dem er für eine Saison blieb, bevor er nach England zum unterklassigen AFC Workington kam.
In der Saison 1960/61 war Rollo als Trainer bei den Sligo Rovers in Irland aktiv, das Team gewann aber nur eine Ligapartie im Saisonverlauf. Im Jahr 2000 wurde ein Celtic-Trikot von Alex Rollo beim Auktionshaus Christie’s für £1.150 versteigert. Rollo starb im Jahr 2004 im Alter von 78 Jahren in Whitehaven.

## Erfolge
mit Celtic Glasgow:
- Coronation Cup (1): 1953
- Schottischer Pokalsieger (1): 1951